# 舆论斗争
舆论斗争，是中国共产党的意識形態擴張及宣传工作用语，自2012年习近平出任中共中央总书记后，常出現於中国共产党對內及對外之宣传工作文件及领导讲话中。

## 概述
目前中国共产党在大陆地区垄断了政治组织以及强力部门，并且还在社会舆论中拥有主要的发言权。根据目前所表现出的状况来看， 在“舆论斗争”中，中国共产党的主要行动表现为以下几个方面：
- 舆论宣传，通过自身掌握主要宣传平台的优势，进行多平台、大范围、高密度宣传，内容主要为中共中央所倡导的意识形态。 [4]
- 政治限制，通过自身强大的组织动员能力以及社会经济影响力，中国共产党能够通过各种手段压制持不同意识形态者，给他们设置组织、经济、宣传渠道等方面的障碍
- 法律制裁，通过自身对国家强力部门的垄断，必要时使用公安、检察院、法院等部门对持不同意识形态者进行法律制裁 [5]

## 背景
“舆论斗争”是习近平总书记在党务工作领域的最新提法，但这不是他第一次提出新观点新主张：
- 中国梦：2012年11月29日，出任中共中央总书记不足半个月的习近平在参观中国国家博物馆“复兴之路”的展览现场提出“中国梦”的概念，并定义其为“实现伟大复兴就是中华民族近代以来最伟大梦想”，更表示这个梦想一定能实现 [6]
- 习八条：2012年12月4日发表，全称为《中共中央政治局关于改进工作作风密切联系群众的规定》，主要有八点内容，包括加强联系群众、精简会议活动、精简文件简报、改进警卫工作、改进新闻工作、严格言稿发表及厉行勤俭节约。在这一决定发表后不久，全国各地公款吃喝现象得到了较为普遍的遏制

习近平刚刚上任中共中央总书记时，选择“南巡”广东的路线，曾经让不少人认为中国进一步改革开放指日可待。但是习上任后却渐渐表现出了其力图加强巩固共产党统治地位的另一面，这为中国未来走向添加变数。

## 正式出现

### 八一九讲话
2013年8月19日，中国共产党全国思想宣传工作会议在北京召开，习近平总书记在会上高度强调了思想宣传工作对于中国共产党的重要性，特别指出“意识形态工作极端重要”。 

#### 公开内容
2013年8月20日，新华网报道了关于舆论斗争的如下内容：
- 领导干部要坚持学习马列主义，毛泽东思想，邓小平理论，三个代表重要思想与科学发展观
- 共产党员要坚持党性，坚守政治立场，和中共中央保持高度一致
- 在大是大非以及政治原则问题上必须主动出击，积极宣扬共产党价值观
- 宣传思想部门及其领导干部要提高自身理论与道德水平，承担起维护共产党意识形态主导地位的作用
- 宣传工作需要全党成员的共同努力

在这篇公开报道中，并没有表现出中共中央这次同以往宣传、党建工作有特别明显差异的表态。

#### 舆论斗争
后续出版的党内媒体则阐述出了8.19 讲话中不公开的，但是措辞更加强硬的一面，“舆论斗争”渐渐走向台前。而根据以前对中共中央舆论信息发布惯例的推断，这些“舆论斗争”不可能是党媒自作主张的结果，很有可能是得到了中共中央甚至是习近平本人的亲自认可。
1. 8月22日 解放军报 《意识形态工作时刻不能放松》[9]
2. 8月24日 环球时报 评论 《舆论斗争，不能回避只能迎接的挑战》[10]
3. 8月26日 中国青年报 《传达学习全国宣传思想工作会议精神》[11]
4. 8月30日 人民日报 《巩固壮大主流思想舆论的科学指南》[12]
5. 9月2日 北京日报 《意识形态领域斗争要敢于亮剑》[13]

根据香港大学传媒学者钱刚的研究，“舆论斗争”最早出现于1980年人民日报。从1980年到2013.8.19讲话，33年，“舆论斗争”总共只在全文中出现23次，且几乎全部用于“国际舆论斗争”、“反邪教”舆论斗争，仅有一篇短文，所用的语义与当今相同。而今年8.19讲话后，一个月内，“舆论斗争”在人民日报上已经出现了4次，其语义，完全针对国内思想领域。 

### 集中整治打击网络违法犯罪专项行动
伴随着“舆论斗争”呐喊的，是公检法机关主导的“集中整治打击网络违法犯罪专项行动”的全面展开
| 时间    | 事件                         |
| ------- | ---------------------------- |
| 8月9日  | 网络“维权斗士”周禄宝被抓     |
| 8月20日 | 网络推手秦火火、立二拆四被抓 |
| 8月23日 | 微博大V薛蛮子被抓            |
| 9月28日 | 微博大V董良杰被抓            |

以上仅为因造谣传谣被抓者中的代表性成员，而“因言获罪”者的真实数目可能难以估量。
这一行动被看作是中国共产党力图掌控新型社交媒体的一次尝试。

## 各方表态
八一九讲话内容发出后国内外各界反应强烈，而来自各界支持反对的声音并不相同。面对党中央要求，各级宣传部门官员纷纷表态支持，党内官员纷纷表示要深入学习习近平总书记讲话精神，努力发挥宣传部门在舆论工作中的积极作用。不少国内社会人士则深表忧虑，支持言论自由人士认为，政府整治网络谣言无可厚非，但在中国法制缺失的情况下用“运动”形式打击本次行动主要打击民间造谣、传谣者极有可能会扩大谣言打击范围，有压制社会言论自由的风险。国外各大主流媒体均报道了中国共产党在舆论宣传领域的这一最新动向以及运动结果，并普遍表现出了对中国未来政治体制改革的悲观态度。

### 党内声音
1. 31位省级宣传部长谈学习习近平8.19讲话 （页面存档备份，存于）
2. 广东省宣传部长庹震： 抓好“三个创新” 提高工作水平
3. 北京市宣传部长李伟： 宣传工作要综合运用行政法律等多手段
4. 湖北省宣传部长尹汉宁：深刻认识意识形态工作的极端重要性

### 社会忧虑
1. 钱钢  舆论斗争是一个危险的信号
2. 陈婉莹 政府应该更正面面对谣言问题
3. 陈子明 舆论斗争与敢于亮剑 （页面存档备份，存于）

### 国际观点
1. 华尔街日报  China Intensifies Social-Media Crackdown [15]
2. 南华早报  Police arrest 16-year-old boy in Gansu for spreading internet ‘rumors’[16]
3. 卫报 China cracks down on social media with threat of jail for 'online rumours'  [17]

## 参看
- 关于当前意识形态领域情况的通报
- 七不讲
- 四个自信
- 黨媒姓黨
- 党领导一切